# Вежайка (приток Онолвы)
Вежайка — река в России, протекает по Кочёвскому району Пермского края. Устье реки находится в 18 км по правому берегу реки Онолва. Длина реки составляет 30 км.
Исток реки у деревни Зыряново (Пелымское сельское поселение) в 11 км к северо-западу от райцентра — села Кочёво. Река в верховьях течёт на юго-восток, затем поворачивает на восток, в нижнем течении — на северо-восток. Протекает вблизи деревень Большой Пальник, Вежайка, Ошово (Большекочинское сельское поселение). Притоки — Паша (левый); Топоведь (правый). Впадает в Онолву чуть ниже села Большая Коча (центр Большекочинского сельского поселения).

## Данные водного реестра
По данным государственного водного реестра России относится к Камскому бассейновому округу, водохозяйственный участок реки — Кама от истока до водомерного поста у села Бондюг, речной подбассейн реки — бассейны притоков Камы до впадения Белой. Речной бассейн реки — Кама.
Код объекта в государственном водном реестре — 10010100112111100002652.